# 金沙洲大桥
金沙洲大桥，位于中国广州市白云区，全长约1125米，东连罗冲围，西接金沙洲，于2003年1月20日上午通车，为广州的重要西出通道。本桥是为了配合金沙洲小区的开发而建的一座跨越珠江的大型城市桥梁。

## 历史概要

### 背景
金沙洲以前只能通过渡轮横渡珠江进入，交通不便，相当落后，几乎没有什么发展，到处都是农田及村屋，而远处仅有两三个楼盘，最早的一个是1996年开发的城西花园。后金沙洲大桥通车，该地区的人口逐渐增多。

### 路灯问题
通车没多久之后，开始还亮的路灯就没再亮过，一到晚上市民只能摸黑过路。增加了附近地区的治安隐患，市民对此抱怨连连，称桥上经常有外地人打劫和抢东西。为此，广州电视台及其他广州媒体对此处进行了多次报道，后广州路灯公司称路灯问题是电线多次遭人盗剪所致，并承诺会尽快对此进行修复。最后在2006年初，路灯才“正式亮相”。

### 拓宽工程

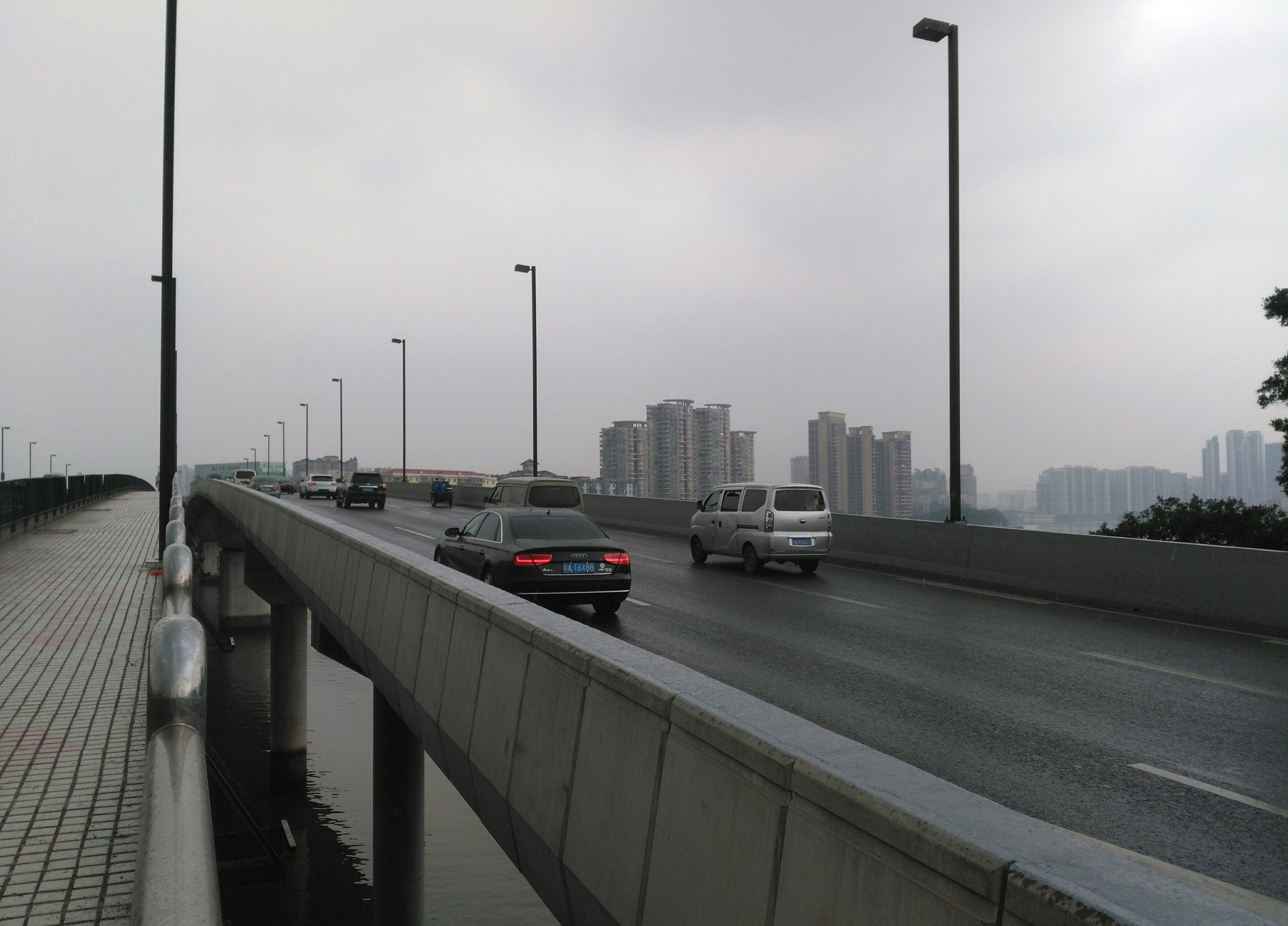
扩建之后的新桥，只用作从金沙洲往罗冲围行驶

2012年6月5日，广州市政府决定在金沙洲大桥南侧新建单向三车道大桥，其中一条车道作为紧急车道，自西向东过江后，单向三车道接入南侧加宽后的引桥。东引桥桥下设置地面辅道，连接松南路和金沙洲大桥的人行道。拓宽工程完工后，金沙洲大桥将变为双向六车道行车。2015年1月18日，拓宽工程完成，拓宽部分正式通车。